# Sophienlust (Romanserie)
Sophienlust, Langtitel Sophienlust, das Haus der glücklichen Kinder, war eine Heftromanserie im Kelter-Verlag, die den Schicksalsromanen zuzurechnen ist.

## Inhalt
Im Mittelpunkt steht ein Kinderheim in einem schlossähnlichen Anwesen. Die Romane sind abgeschlossen und schildern Kinderschicksale in diesem Heim.
Gegründet wurde das Kinderheim von Sophie von Wellentin, die es ihrem Enkel vermacht. Solange dieser aber minderjährig ist, übernimmt dessen Mutter Denise die Leitung des Kinderheims. Denise und ihr Sohn haben mit dem frühen Tod des Ehemannes bzw. Vaters selbst einen schweren Schicksalsschlag hinter sich. Mit viel Liebe und Geborgenheit wollen sie allen Kindern das Zuhause geben, das sie selbst hatten. Viele bewegende Kinderschicksale und glückliche Wendungen hält das Kinderheim bereit.

## Fortführung
Mit Sophienlust – die nächste Generation wurde die Geschichte von Sophienlust fortgeführt. Hier steht vor allem der nun volljährige Nick, eigentlich Dominik von Wellentin-Schoenecker, im Mittelpunkt. Aufgrund des anhaltenden Erfolgs folgte schließlich im April 2021 mit Sophienlust – Wie alles begann auch noch die Vorgeschichte zu Sophienlust, die sich um Dominiks Mutter Denise dreht. Das Kinderheim existiert zu diesem Zeitpunkt noch nicht, doch es wird eindrücklich geschildert, wie die vorübergehende Kinderheimleiterin zu der Person wurde, die sie in Sophienlust war. Ein wichtiger Teil der Heftromanserie ist die Tanzausbildung von Denise, aber auch ihre Empathie für Kinder und Tiere.

## Hintergrund
Die Idee zur Serie hatte die Autorin Gerty Schiede unter dem Pseudonym Patricia Vandenberg. Von 1998 bis 2012 erschienen insgesamt 706 Romane. Es schrieben verschiedene Autoren für die Serie; neben Patricia Vandenberg waren dies u. a. Anne Alexander (Anita Friedrich) und Ursula Hellwig.
Seit der Einstellung wird die Serie immer wieder neu aufgelegt, auch die Originalausgabe der Heftreihe ist eine Nachauflage. Der erste Band erschien ursprünglich 1970 in der Moewig-Reihe Geliebte Mutti unter dem Titel Dominik erbt ein Schloss; als Autor wurde „Gert Rothberg“ – eigentlich Pseudonym der Unterhaltungsromanautorin Gertrud Jähne (1889–1948) – angegeben. Band 1 der Sophienlust-Reihe erschien 2014 ebenfalls unter dem Titel Dominik erbt ein Schloss, jedoch mit der Autorangabe „Patricia Vandenberg“.

## Rezeption
Wie die im Kelter-Verlag erschienene Reihe Dr. Norden wurde auch Sophienlust im Heftromanbereich ein „überragende[r] Erfolg“, was die Herausgeber auf die „Kunst, ‚Lebenssinn, Wärme und Geborgenheit‘ in einer ‚sauberen, geordneten Welt‘ und verständlicher Sprache zu vermitteln“, sowie ihre Vorhersehbarkeit und ihr stets gutes Ende zurückführten. Wie die ebenfalls erfolgreiche Reihe Fürstenkrone galt Sophienlust dabei jedoch als Heftreihe mit antiquiertem Rollenbild.
Ulrich Reineking machte das Sophienlust-Heft 199 (Die Spur führt zu Frederik) zum zentralen Motiv seiner 2002 erschienenen Kolumne Lesung bei Seelachs.